# Suzanne Schulting
Suzanne Schulting (ur. 25 września 1997 w Groningen) – holenderska panczenistka, specjalistka short tracku, sześciokrotna medalistka olimpijska, multimedalistka mistrzostw świata i Europy.
W 2015 roku w Dordrechcie została wicemistrzynią Europy w sztafecie. Medale na imprezie tej rangi zdobyła również w trzech kolejnych latach: w 2016 roku w Soczi wywalczyła złoto w sztafecie, srebro w biegu na 1000 m oraz brąz w wieloboju i na 1500 m, w 2017 roku w Turynie zdobyła brązowy medal w sztafecie, a w 2018 roku w Dreźnie srebro w biegu na 1000 m i brąz na dystansie 3000 m. W 2019 roku udało się jej zdobyć trzy złote krążki ME, 2020 Schulting zdobyła pięć złotych medali, natomiast w 2021 roku – cztery złote medale i jeden srebrny.
Trzynastokrotnie stanęła na podium seniorskich mistrzostw świata – w 2016 roku w Seulu została mistrzynią w biegu na 3000 m, w 2017 roku w Rotterdamie brązową medalistką na 1000 m, w 2018 roku w Montrealu wicemistrzynią w sztafecie, a w 2019 roku w Sofii zdobyła trzy złote medale (w biegach na 1000 i 3000 m oraz w wieloboju) i brązowy na 500 m. W 2021 roku zdobyła na mistrzostwach świata komplet sześciu złotych medali.
W lutym 2018 roku w Pjongczangu po raz pierwszy wystąpiła na igrzyskach olimpijskich. Została mistrzynią olimpijską w biegu na 1000 m oraz brązową medalistką w sztafecie, wspólnie z Yarą van Kerkhof, Larą van Ruijven i Jorien ter Mors. Wystartowała również w biegu na 500 m, w którym nie ukończyła biegu kwalifikacyjnego i nie została sklasyfikowana oraz w biegu na 1500 m, w którym zajęła 10. miejsce.
W 2022 roku zdobyła cztery medale zimowych igrzysk olimpijskich w Pekinie. W konkurencji biegu na 1000 m oraz w konkurencji sztafety (razem z Selmą Poutsma, Xandrą Velzeboer i Yarą van Kerkhof) wywalczyła złoty medal, w konkurencji biegu na 500 m otrzymała srebrny medal, natomiast brązowy medal zdobyła w konkurencji biegu na 1500 m. W ramach olimpijskiej rywalizacji uczestniczyła też w zawodach w konkurencji sztafety mieszanej, które ostatecznie ukończyła na 4. pozycji.
Pięciokrotnie zdobyła medale mistrzostw świata juniorów. W 2015 roku w Osace zdobyła srebrny medal, a w 2016 roku w Sofii – dwa złote i dwa brązowe medale.
W 2017 i 2020 roku zdobyła brązowe medale mistrzostw Holandii w biegach masowych.